# Nati nel 1980/Aprile
| Questa pagina contiene informazioni ricavate automaticamente dalle voci biografiche con l'ausilio del template Bio e di un bot. L'aggiornamento è periodico e automatico e ricostruisce completamente la pagina. Se manca una persona in questa lista, sei pregato di non aggiungerla, ma accertati piuttosto che la sua voce biografica contenga il template Bio e che i dati anagrafici siano correttamente compilati. Se il template Bio manca, inseriscilo tu stesso o, in alternativa, metti l'avviso {{tmp\|Bio}} che ne segnala la mancanza. Se i dati riportati sono sbagliati, correggi direttamente la voce biografica; le modifiche saranno visibili in questa lista entro pochi giorni. Per chiarimenti vedi il progetto biografie. La lista contiene solo le 393 persone che sono citate nell'enciclopedia e per le quali è stato implementato correttamente il template Bio. Pagina aggiornata al 10 ago 2025. |

- 1º aprile - James Auckland, ex tennista britannico
- 1º aprile - Angela Brusa, doppiatrice e direttrice del doppiaggio italiana
- 1º aprile - Paola Carinelli, politica italiana
- 1º aprile - Flavien Conne, ex hockeista su ghiaccio e allenatore di hockey su ghiaccio svizzero
- 1º aprile - Dmytro Čumak, schermidore ucraino
- 1º aprile - Alessio Dionisi, allenatore di calcio e ex calciatore italiano
- 1º aprile - Garðar Jóhannsson, ex calciatore islandese
- 1º aprile - Kléber de Carvalho Corrêa, ex calciatore brasiliano
- 1º aprile - Dennis Kruppke, ex calciatore tedesco
- 1º aprile - Kanku Mulekelayi, ex calciatore della Repubblica Democratica del Congo
- 1º aprile - Roxana Mînzatu, politica romena
- 1º aprile - Pascal Oppliger, allenatore di calcio e ex calciatore svizzero
- 1º aprile - Randy Orton, wrestler statunitense
- 1º aprile - Bijou Phillips, attrice, modella e cantante statunitense
- 1º aprile - Yūko Takeuchi, attrice giapponese († 2020)
- 2 aprile - Anna Bård, attrice e modella danese
- 2 aprile - Ricky Hendrick, pilota automobilistico statunitense († 2004)
- 2 aprile - Kip Moore, cantautore statunitense
- 2 aprile - Michael Mörz, allenatore di calcio e ex calciatore austriaco
- 2 aprile - Suriya Prasathinphimai, ex pugile thailandese
- 2 aprile - Carlos Salcido, ex calciatore messicano
- 2 aprile - Tamar Slay, ex cestista statunitense
- 2 aprile - Péter Somfai, schermidore ungherese
- 2 aprile - Maria Spirescu, atleta e bobbista rumena
- 2 aprile - Katja Wirth, ex sciatrice alpina austriaca
- 3 aprile - Suella Braverman, politica e avvocata britannica
- 3 aprile - Johan Brunström, ex tennista svedese
- 3 aprile - Valerio Checchi, ex fondista italiano
- 3 aprile - Miloš Dobrijević, ex calciatore serbo
- 3 aprile - Laura Formenti, attrice e comica italiana
- 3 aprile - Andy Goode, rugbista a 15 e dirigente d'azienda britannico
- 3 aprile - Liina Kersna, politica estone
- 3 aprile - Fernando Ramallo, attore spagnolo
- 3 aprile - Jason Suecof, produttore discografico, chitarrista e paroliere statunitense
- 3 aprile - Luc-Arthur Vebobe, ex cestista francese
- 3 aprile - Dan Weller, musicista, compositore e produttore discografico britannico
- 3 aprile - DeTrina White, ex cestista statunitense
- 4 aprile - Giusy Augetto, ex cestista italiana
- 4 aprile - Johnny Borrell, cantante e chitarrista britannico
- 4 aprile - Gong Hyo-jin, attrice sudcoreana
- 4 aprile - Claude Joseph, politico haitiano
- 4 aprile - Trevor Moore, comico, attore e scrittore statunitense († 2021)
- 4 aprile - Sven Müller, ex calciatore tedesco
- 4 aprile - Frédéric Rusanganwa, ex calciatore ruandese
- 4 aprile - Bekzat Sattarkhanov, pugile kazako († 2000)
- 4 aprile - Marco Sfogli, chitarrista italiano
- 4 aprile - Mark Tuitert, pattinatore di velocità su ghiaccio olandese
- 4 aprile - Björn Wirdheim, pilota automobilistico svedese
- 4 aprile - Collette Wolfe, attrice statunitense
- 5 aprile - Damien Abad, politico francese
- 5 aprile - Glenn Andersen, ex calciatore norvegese
- 5 aprile - Stephen Black, ex cestista australiano
- 5 aprile - Matt Bonner, ex cestista statunitense
- 5 aprile - Alberta Brianti, ex tennista italiana
- 5 aprile - Jonathan Donais, chitarrista statunitense
- 5 aprile - Mario Kasun, ex cestista croato
- 5 aprile - Joris Mathijsen, dirigente sportivo e ex calciatore olandese
- 5 aprile - Rasmus Quist Hansen, canottiere danese
- 5 aprile - Beth Rodden, arrampicatrice statunitense
- 5 aprile - Odlanier Solís, pugile cubano
- 5 aprile - Mompati Thuma, ex calciatore botswano
- 6 aprile - Vera Carrara, mountain biker, ex ciclista su strada e pistard italiana
- 6 aprile - Tommi Evilä, ex lunghista finlandese
- 6 aprile - Valentina Giovagnini, cantante e polistrumentista italiana († 2009)
- 6 aprile - Tanja Poutiainen, ex sciatrice alpina finlandese
- 6 aprile - Brooke Pratley, ex canottiera australiana
- 6 aprile - Chad Prewitt, ex cestista statunitense
- 6 aprile - Margarita Simon'jan, giornalista russa
- 6 aprile - Vlado Šmit, allenatore di calcio e ex calciatore serbo
- 7 aprile - Luboš Bartoň, ex cestista e allenatore di pallacanestro ceco
- 7 aprile - Alice Blom, pallavolista olandese
- 7 aprile - Dragan Bogavac, ex calciatore montenegrino
- 7 aprile - Tomasz Ciepły, schermidore polacco
- 7 aprile - Bruno Covas, politico, avvocato e economista brasiliano († 2021)
- 7 aprile - Florin Felecan, scacchista rumeno
- 7 aprile - Agus Firmansyah, ex calciatore indonesiano
- 7 aprile - Dionisio Gómez, ex cestista e allenatore di pallacanestro panamense
- 7 aprile - Christopher Kalec, tuffatore canadese
- 7 aprile - David Otunga, avvocato e ex wrestler statunitense
- 7 aprile - Tetsuji Tamayama, attore e modello giapponese
- 7 aprile - Manuel Velasco Coello, politico e avvocato messicano
- 8 aprile - Juan Pablo Angrisano, giocatore di baseball argentino
- 8 aprile - Josep Ayala, ex calciatore andorrano
- 8 aprile - Mike Benton, ex cestista statunitense
- 8 aprile - Gheorghe Bucur, ex calciatore rumeno
- 8 aprile - Stéphane Bullion, ballerino francese
- 8 aprile - Korel Engin, ex cestista statunitense
- 8 aprile - Bastien Gallet, canottiere francese
- 8 aprile - Thiago Gentil, ex calciatore brasiliano
- 8 aprile - Josef Hamouz, calciatore ceco
- 8 aprile - Roman Kukumberg, ex hockeista su ghiaccio slovacco
- 8 aprile - František Metelka, ex calciatore ceco
- 8 aprile - Moshe Mizrahi, ex cestista israeliano
- 8 aprile - Abdel Moussa, ex cestista ciadiano
- 8 aprile - Manuel Ortega, cantante austriaco
- 8 aprile - João Paulo Pinto Ribeiro, ex calciatore portoghese
- 8 aprile - Botir Qorayev, ex calciatore uzbeko
- 8 aprile - Katee Sackhoff, attrice e doppiatrice statunitense
- 9 aprile - Sarah Ayton, velista britannica
- 9 aprile - Isaac Boss, rugbista a 15 neozelandese
- 9 aprile - Marco Carra, ex cestista italiano
- 9 aprile - Luciano Galletti, ex calciatore argentino
- 9 aprile - Rasmus Green, calciatore danese († 2006)
- 9 aprile - Albert Hammond Jr., chitarrista e cantautore statunitense
- 9 aprile - Pauli Hansen, ex calciatore faroese
- 9 aprile - Yoanna House, modella statunitense
- 9 aprile - Clueso, cantante e rapper tedesco
- 9 aprile - Erez Katz, ex cestista israeliano
- 9 aprile - Lee Yo-won, attrice sudcoreana
- 9 aprile - Jerko Leko, allenatore di calcio e ex calciatore croato
- 9 aprile - Zoleka Mandela, scrittrice e attivista sudafricana († 2023)
- 9 aprile - Morad Mohammadi, lottatore iraniano
- 9 aprile - Michelle Müntefering, politica e giornalista tedesca
- 9 aprile - Glenn Pakulak, giocatore di football americano statunitense
- 9 aprile - Oleksij Ponikarov'skyj, hockeista su ghiaccio ucraino
- 9 aprile - Maja Sikorowska, cantante polacca
- 9 aprile - Rickard Wallin, ex hockeista su ghiaccio svedese
- 10 aprile - Leonardo Duque, ex ciclista su strada e pistard colombiano
- 10 aprile - Aleksandr Erёmenko, hockeista su ghiaccio russo
- 10 aprile - Lorenzo Fontana, politico italiano
- 10 aprile - Gro Hammerseng, ex pallamanista norvegese
- 10 aprile - Ingrid Hjelmseth, ex calciatrice norvegese
- 10 aprile - Charlie Hunnam, attore britannico
- 10 aprile - Kasey Kahne, pilota automobilistico statunitense
- 10 aprile - Jean-Luc Lambourde, calciatore francese
- 10 aprile - David Marrero, tennista spagnolo
- 10 aprile - Jesse Neal, ex wrestler statunitense
- 10 aprile - Jasika Nicole, attrice statunitense
- 10 aprile - Stefania Paterna, ex cestista italiana
- 10 aprile - Andy Ram, ex tennista israeliano
- 10 aprile - Jimmy Rosenberg, chitarrista olandese
- 10 aprile - Shao Jiayi, ex calciatore cinese
- 10 aprile - Alessia Ventura, conduttrice televisiva, modella e showgirl italiana
- 11 aprile - Alexandre Anselmet, ex sciatore alpino francese
- 11 aprile - Festus Baise, ex calciatore nigeriano
- 11 aprile - Ola Morten Græsli, ex combinatista nordico norvegese
- 11 aprile - Toni Hallio, batterista finlandese
- 11 aprile - Markus Hameter, arbitro di calcio austriaco
- 11 aprile - Joe Kent, politico statunitense
- 11 aprile - Laura Maddaloni, judoka e personaggio televisivo italiana
- 11 aprile - Tamara Moore, ex cestista statunitense
- 11 aprile - Przemysław Niemiec, ex ciclista su strada polacco
- 11 aprile - Blanka Pěničková, allenatrice di calcio e ex calciatrice ceca
- 11 aprile - Keiji Tamada, ex calciatore giapponese
- 11 aprile - Mark Teixeira, ex giocatore di baseball statunitense
- 11 aprile - Peggy Waleska, canottiera tedesca
- 12 aprile - Argo Aadli, attore estone
- 12 aprile - Günter Bubbnik, attore austriaco
- 12 aprile - Fabio Caselli, ex calciatore italiano
- 12 aprile - Sandrine Corman, modella belga
- 12 aprile - Eglis Yaima Cruz, tiratrice a segno cubana
- 12 aprile - Stefano Di Filippo, ballerino italiano
- 12 aprile - Itamar Batista da Silva, ex calciatore brasiliano
- 12 aprile - Martin Lébl, ex pallavolista ceco
- 12 aprile - Brian McFadden, cantautore irlandese
- 12 aprile - Erik Mongrain, compositore e chitarrista canadese
- 12 aprile - Marlous Nieuwveen, ex cestista olandese
- 12 aprile - Terence Parkin, nuotatore sudafricano
- 12 aprile - Jesús Perera, ex calciatore spagnolo
- 12 aprile - Ebrima Ebou Sillah, ex calciatore gambiano
- 12 aprile - Julia Smith, ballerina e showgirl australiana
- 12 aprile - Tamika Williams, ex cestista e allenatrice di pallacanestro statunitense
- 13 aprile - Colleen Clinkenbeard, doppiatrice statunitense
- 13 aprile - Jana Cova, ex attrice pornografica ceca
- 13 aprile - Petros Filaniōtīs, ex calciatore cipriota
- 13 aprile - Kelli Giddish, attrice statunitense
- 13 aprile - Reto Kobach, ex hockeista su ghiaccio svizzero
- 13 aprile - Alan Melikdžanjan, regista e youtuber lettone
- 13 aprile - Quentin Richardson, ex cestista e dirigente sportivo statunitense
- 13 aprile - Nina Samuels, wrestler inglese
- 13 aprile - Ville Sorvali, cantante e bassista finlandese
- 13 aprile - Fabian Taylor, ex calciatore giamaicano
- 13 aprile - Tonel, ex calciatore portoghese
- 13 aprile - Petr Vorlíček, pilota motociclistico ceco
- 13 aprile - Amanda Wilson, cantante inglese
- 14 aprile - Win Butler, cantante, bassista e chitarrista statunitense
- 14 aprile - Claire Coffee, attrice statunitense
- 14 aprile - Selma Delibašić, cestista bosniaca
- 14 aprile - Rita Drávucz, ex pallanuotista ungherese
- 14 aprile - Juan Eluchans, ex calciatore argentino
- 14 aprile - Steven Holcomb, bobbista statunitense († 2017)
- 14 aprile - Ayumi Itō, attrice giapponese
- 14 aprile - Grant McCann, allenatore di calcio e ex calciatore nordirlandese
- 14 aprile - Vladislav Metodiev, lottatore bulgaro
- 14 aprile - Shaquala Williams, ex cestista e allenatrice di pallacanestro statunitense
- 15 aprile - Emily Bright, pentatleta britannica
- 15 aprile - Patrick Carney, musicista statunitense
- 15 aprile - Marcus Douthit, ex cestista statunitense
- 15 aprile - Pierre-Alain Frau, procuratore sportivo e ex calciatore francese
- 15 aprile - Ricardo Juarez, ex pugile statunitense
- 15 aprile - Raül López, ex cestista spagnolo
- 15 aprile - Arian Moayed, attore e regista teatrale iraniano
- 15 aprile - Víctor Núñez, ex calciatore dominicano
- 15 aprile - Fränk Schleck, ex ciclista su strada lussemburghese
- 16 aprile - Samir Cavadzadə, cantante azero
- 16 aprile - Matteo Contini, allenatore di calcio e ex calciatore italiano
- 16 aprile - Muhammad Hassan, ex wrestler statunitense
- 16 aprile - Paul London, wrestler statunitense
- 16 aprile - Tonino Moscatt, politico italiano
- 16 aprile - Adriana Sage, ex attrice pornografica messicana
- 16 aprile - Alex Silva, ex hockeista su ghiaccio italiano
- 16 aprile - Dikete Tampungu, ex calciatore della Repubblica Democratica del Congo
- 16 aprile - Christopher Williams, batterista britannico
- 17 aprile - Richie Baker, ex calciatore irlandese
- 17 aprile - Caner Cindoruk, attore turco
- 17 aprile - Ramel Curry, ex cestista statunitense
- 17 aprile - Nicholas D'Agosto, attore statunitense
- 17 aprile - Thomas Frei, ex biatleta e fondista svizzero
- 17 aprile - Alaina Huffman, attrice e modella canadese
- 17 aprile - Raúl Jara, pilota motociclistico spagnolo
- 17 aprile - Bayano Kamani, ex ostacolista panamense
- 17 aprile - Ilya Kovalenko, ex calciatore kirghiso
- 17 aprile - Héctor de Mata, ex calciatore e ex giocatore di calcio a 5 guatemalteco
- 17 aprile - Cameron McKenzie-McHarg, canottiere australiano
- 17 aprile - Peter Öberg, orientista svedese
- 17 aprile - Kiril Petkov, politico, economista e imprenditore bulgaro
- 17 aprile - Óscar Rodríguez Antequera, ex calciatore spagnolo
- 17 aprile - Ricardo Trigueño Foster, ex calciatore guatemalteco
- 17 aprile - Fabián Vargas, ex calciatore colombiano
- 17 aprile - Curtis Woodhouse, allenatore di calcio e ex calciatore inglese
- 17 aprile - Céu, cantante e cantautrice brasiliana
- 18 aprile - Rabiu Afolabi, allenatore di calcio e ex calciatore nigeriano
- 18 aprile - Oihane Agirregoitia, politica spagnola
- 18 aprile - Justin Amash, politico statunitense
- 18 aprile - Tom Erik Breive, ex calciatore norvegese
- 18 aprile - Helga Cossu, giornalista e conduttrice televisiva italiana
- 18 aprile - Carolina Crescentini, attrice e doppiatrice italiana
- 18 aprile - Matías Donnet, ex calciatore argentino
- 18 aprile - Víctor Herrera, ex calciatore panamense
- 18 aprile - Pezet, rapper polacco
- 18 aprile - Giorgia Latini, politica italiana
- 18 aprile - Mattias Lindström, allenatore di calcio e ex calciatore svedese
- 18 aprile - Laura Mennell, attrice canadese
- 18 aprile - Martina Müller, ex calciatrice tedesca
- 18 aprile - Andrea Pilotti, cestista italiano
- 18 aprile - Diogo Rincón, ex calciatore brasiliano
- 18 aprile - Murat Tileşev, ex calciatore kazako
- 18 aprile - Brenda Villa, ex pallanuotista statunitense
- 19 aprile - Arkadiusz Aleksander, ex calciatore polacco
- 19 aprile - Peter Delorge, ex calciatore e allenatore di calcio belga
- 19 aprile - Esam Dhahi, calciatore emiratino
- 19 aprile - Aleksandr Dinerštejn, goista russo
- 19 aprile - Dong Jie, attrice e ballerina cinese
- 19 aprile - Souley Drame, ex cestista nigeriano
- 19 aprile - Jordi Escura, ex calciatore andorrano
- 19 aprile - Carlos Figueroa, calciatore guatemalteco
- 19 aprile - Mateusz Gucman, lottatore polacco
- 19 aprile - Clinton Hill, velocista australiano
- 19 aprile - Kohei Hiramatsu, ex calciatore giapponese
- 19 aprile - Artan Karapiçi, ex calciatore albanese
- 19 aprile - Luigi Lodde, ex tiratore a volo italiano
- 19 aprile - Issa Mohammed, calciatore emiratino
- 19 aprile - Paulo José Pinto, giocatore di calcio a 5 brasiliano
- 19 aprile - Robyn Regehr, ex hockeista su ghiaccio canadese
- 19 aprile - Ryuhei Tamura, fumettista giapponese
- 20 aprile - Caroline Aubert, ex cestista francese
- 20 aprile - Waylon, cantante olandese
- 20 aprile - David Checa, pilota motociclistico spagnolo
- 20 aprile - Christophe Grégoire, allenatore di calcio e ex calciatore belga
- 20 aprile - Meryame Kitir, politica belga
- 20 aprile - Beniamino Lubrini, ex fondista di corsa in montagna italiano
- 20 aprile - Edward Santana, cestista dominicano
- 20 aprile - Josef Schild, ex sciatore alpino austriaco
- 20 aprile - Vibeke Skofterud, fondista norvegese († 2018)
- 20 aprile - Jasmin Wagner, cantante, attrice e conduttrice televisiva tedesca
- 21 aprile - Dylan Bruce, attore canadese
- 21 aprile - Jaime Bustamante, ex calciatore venezuelano
- 21 aprile - Hadley Fraser, attore teatrale e cantante britannico
- 21 aprile - Katsura Hoshino, fumettista giapponese
- 21 aprile - Vincent Lecavalier, ex hockeista su ghiaccio canadese
- 21 aprile - Luís Fernando Martinez, ex calciatore brasiliano
- 21 aprile - Vanda Maslovs'ka, ex sollevatrice ucraina
- 21 aprile - Tony Romo, ex giocatore di football americano statunitense
- 21 aprile - Capucine Rousseau, ex tennista francese
- 21 aprile - Hiro Shimono, doppiatore giapponese
- 21 aprile - Rebecca Zlotowski, regista e sceneggiatrice francese
- 22 aprile - Igor Budan, dirigente sportivo e ex calciatore croato
- 22 aprile - Nicolas Douchez, ex calciatore francese
- 22 aprile - Kueth Duany, ex cestista sudanese
- 22 aprile - Delroy Facey, ex calciatore grenadino
- 22 aprile - Nicole Grimaudo, attrice italiana
- 22 aprile - Joanes Hedel, nuotatore francese
- 22 aprile - Ján Kozák, allenatore di calcio e ex calciatore slovacco
- 22 aprile - Aaron Michael Metchik, attore statunitense
- 22 aprile - Ferdinando Pereira Leda, ex calciatore brasiliano
- 22 aprile - Svetlana Petrijčuk, drammaturga, sceneggiatrice e regista teatrale russa
- 22 aprile - Monika Pikuła, attrice e doppiatrice polacca
- 22 aprile - Ginger Reyes, bassista, chitarrista e cantante statunitense
- 22 aprile - Hany Said, dirigente sportivo e ex calciatore egiziano
- 22 aprile - Hernán Salcedo, ex cestista venezuelano
- 22 aprile - Maria Flavia Timbro, politica italiana
- 22 aprile - Olivier Véran, politico e medico francese
- 23 aprile - Ričardas Beniušis, calciatore lituano
- 23 aprile - Taio Cruz, cantante britannico
- 23 aprile - Šarip Delimkhanov, generale russo
- 23 aprile - Paulina Gálvez, modella colombiana
- 23 aprile - Antonio Guayre, ex calciatore spagnolo
- 23 aprile - Martín Leiva, cestista argentino
- 23 aprile - Ivan Opačak, ex cestista bosniaco
- 23 aprile - Bobby Pacquiao, politico, ex pugile e cestista filippino
- 23 aprile - Donatas Zavackas, dirigente sportivo e ex cestista lituano
- 23 aprile - Marjorie de Sousa, attrice venezuelana
- 24 aprile - Erika Aleotti, ex cestista italiana
- 24 aprile - Fernando Arce, ex calciatore messicano
- 24 aprile - Karen Asryan, scacchista armeno († 2008)
- 24 aprile - Katherine Bailess, attrice statunitense
- 24 aprile - Elena Băsescu, politica rumena
- 24 aprile - Daniel Défago, ex sciatore alpino svizzero
- 24 aprile - Danny Gokey, cantante statunitense
- 24 aprile - Juan Ramón Cabrero, ex calciatore spagnolo
- 24 aprile - Klaus Kröll, ex sciatore alpino austriaco
- 24 aprile - Josep Manuel López Martínez, scacchista spagnolo
- 24 aprile - Austin Nichols, attore statunitense
- 24 aprile - Alessandro Sgrigna, allenatore di calcio e ex calciatore italiano
- 25 aprile - Márcio Abreu, ex calciatore portoghese
- 25 aprile - Irfaan Ali, politico guyanese
- 25 aprile - Samuel Barnett, attore britannico
- 25 aprile - Francesco Caprani, pallanuotista italiano
- 25 aprile - Silvia Carrera, giornalista e conduttrice televisiva italiana
- 25 aprile - José María Giménez Pérez, ex calciatore spagnolo
- 25 aprile - Ruben Kihuen, politico statunitense
- 25 aprile - Jaromír Koláčný, pallavolista ceco
- 25 aprile - Behnam Mahmoudi, ex pallavolista iraniano
- 25 aprile - Migen Memelli, allenatore di calcio e ex calciatore albanese
- 25 aprile - Akshata Murthy, imprenditrice e stilista indiana
- 25 aprile - Céline Sallette, attrice e regista francese
- 25 aprile - Jerry Shea, attore statunitense
- 25 aprile - Ayiman Suroor Al-Maawali, ex calciatore omanita
- 25 aprile - Hoang Thanh Trang, scacchista vietnamita
- 25 aprile - Alejandro Valverde, ex ciclista su strada spagnolo
- 25 aprile - Wu Meijin, ex sollevatore cinese
- 26 aprile - Nicola Bianchi, politico italiano
- 26 aprile - Jordana Brewster, attrice statunitense
- 26 aprile - Holly Davidson, attrice britannica
- 26 aprile - Pedro Gil Gómez, ex hockeista su pista spagnolo
- 26 aprile - Marlon King, ex calciatore giamaicano
- 26 aprile - Darris Love, attore statunitense
- 26 aprile - Beatrice Lundmark, ex altista svizzera
- 26 aprile - Sean Murphy, scrittore e fumettista statunitense
- 26 aprile - Marnette Patterson, attrice e cantante statunitense
- 26 aprile - Khalid Yahya Rushaka, ex nuotatore tanzaniano
- 26 aprile - Channing Tatum, attore, ballerino e produttore cinematografico statunitense
- 26 aprile - Sergiu Ursu, discobolo e pesista moldavo
- 27 aprile - Anda Adam, cantante rumena
- 27 aprile - Anderson Cléber Beraldo, allenatore di calcio e ex calciatore brasiliano
- 27 aprile - Sybille Bammer, ex tennista austriaca
- 27 aprile - Gunta Baško, cestista lettone
- 27 aprile - Emily Brydon, ex sciatrice alpina canadese
- 27 aprile - Karel Kroupa, ex calciatore ceco
- 27 aprile - Christian Lara, ex calciatore ecuadoriano
- 27 aprile - Fabio Mollo, regista e sceneggiatore italiano
- 27 aprile - Diego Rivas, ex calciatore spagnolo
- 27 aprile - Marco Sullivan, ex sciatore alpino statunitense
- 27 aprile - Tomohiro Wanami, ex calciatore giapponese
- 28 aprile - Christian Bäckman, ex hockeista su ghiaccio svedese
- 28 aprile - Johanna Debreczeni, cantante finlandese
- 28 aprile - Facundo Espinosa, attore argentino
- 28 aprile - Karolina Gočeva, cantante macedone
- 28 aprile - Josh Howard, ex cestista statunitense
- 28 aprile - Oksana Ljapina, ex ginnasta russa
- 28 aprile - Bradley Wiggins, ex ciclista su strada e pistard britannico
- 29 aprile - Mohammed Ameen, ex calciatore saudita
- 29 aprile - Bre Blair, attrice canadese
- 29 aprile - Edward Bosnar, calciatore australiano
- 29 aprile - Thomas Cailley, regista e sceneggiatore francese
- 29 aprile - Marc Clotet, attore spagnolo
- 29 aprile - Raymond Daniels, taekwondoka, karateka e kickboxer statunitense
- 29 aprile - Kian Egan, cantante irlandese
- 29 aprile - Jenn Lyon, attrice statunitense
- 29 aprile - Luciano Milo, danzatore su ghiaccio italiano
- 29 aprile - Luca Presti, ex pattinatore di velocità in-line italiano
- 29 aprile - Annemarieke van Rumpt, canottiera olandese
- 29 aprile - Patrick Staudacher, ex sciatore alpino italiano
- 29 aprile - Mamary Traoré, ex calciatore maliano
- 29 aprile - Magdalena Tul, cantante polacca
- 29 aprile - Jesse Young, ex cestista canadese
- 30 aprile - Brook Billings, pallavolista statunitense
- 30 aprile - Leiva, musicista e cantautore spagnolo
- 30 aprile - Antonello Cresti, saggista, critico musicale e musicologo italiano
- 30 aprile - Paolo Formentini, politico italiano
- 30 aprile - Ville Friman, musicista finlandese
- 30 aprile - Edwin de Graaf, allenatore di calcio e ex calciatore olandese
- 30 aprile - Mariana Handler, ex fondista svedese
- 30 aprile - Sam Heughan, attore scozzese
- 30 aprile - Tania Lamarca, ex ginnasta spagnola
- 30 aprile - Mauricio Molina, ex calciatore colombiano
- 30 aprile - Luis Scola, dirigente sportivo e ex cestista argentino
- 30 aprile - Harald Stehr, schermidore tedesco
- 30 aprile - Rob Terry, wrestler britannico
- 30 aprile - Christos Theofilou, ex calciatore cipriota
- 30 aprile - Basta, rapper, cantautore e produttore discografico russo
- 30 aprile - Andris Vaņins, ex calciatore lettone
- 30 aprile - Jeroen Verhoeven, ex calciatore olandese